# Asymétrie baryonique
Ne doit pas être confondu avec Problème des baryons manquants.
L'asymétrie baryonique réfère à l'excès de la matière baryonique sur l'antimatière baryonique dans l'univers observable. Bien que plusieurs hypothèses soient émises pour expliquer cet excès, dont la plupart concernent la baryogénèse, aucune d'elles ne fait consensus, et l'asymétrie baryonique demeure l'un des problèmes non résolus de la physique.

## Hypothèses

### Violation de la symétrie CP
La plupart des hypothèses formulées à propos de l'asymétrie baryonique impliquent la modification du modèle standard en physique des particules afin de permettre que certaines réactions (surtout celles impliquant l'interaction faible) puissent se réaliser plus facilement que leur contraire. Ces hypothèses impliquent une violation de la symétrie CP. Une telle violation permettrait à la matière d'être produite plus facilement que l'antimatière lors des conditions physiques qui ont immédiatement suivi le Big Bang.
Jusqu'ici, aucun consensus théorique n'a été obtenu à propos de ces hypothèses et aucune observation expérimentale concernant un déséquilibre entre les taux de création de la matière et de l'antimatière n'a été réalisée.

### Violation des symétries T-P
Une autre hypothèse stipule qu'une différence de moment dipolaire des particules de matière par rapport à celles d'antimatière pourrait entraîner un taux de désintégration radioactive différent entre ces dernières et expliquer l'asymétrie. Cependant, une telle différence violerait à la fois la symétrie T et la parité.
Plusieurs expériences sont faites afin de mesurer le moment dipolaire de plusieurs particules, dont notamment l'électron. À ce jour, aucune différence de moment dipolaire n'a été observée.

### Antimatière localisée ou repoussée
Une autre explication possible de l'asymétrie baryonique est qu'il existe des régions dans l'Univers où la matière domine, alors que d'autres seraient dominées par l'antimatière. Ces régions seraient grandement séparées et à peu près aucun contact n'aurait lieu entre la matière et l'antimatière. Ainsi, il serait impossible de distinguer la matière de l'antimatière si les deux ne sont pas en contact, ou si ce contact se fait de manière très ténue ou très lointaine. En général, il est supposé que les frontières entre la matière et l'antimatière se trouveraient soit dans des espaces intergalactiques très lointains, soit en dehors de l'univers observable. 
La masse volumique de matière de l'espace intergalactique étant relativement bien établie (environ 1 atome par mètre cube,), les prévisions sur le type d'observations que de telles zones d'antimatière entraîneraient sont relativement précises. Puisque aucune de ces observations n'a été réalisées, la possibilité que de telles zones d'antimatière existent dans l'univers observable est peu envisagée, bien qu'il existe au moins une étude scientifique d'importance, le spectromètre magnétique Alpha, qui peut, entre autres choses, se pencher sur cette question.
Une autre hypothèse avance que la force gravitationnelle exercée par l'antimatière pourrait être répulsive plutôt qu'attractive envers la matière. Cependant, cette hypothèse est en conflit avec la relativité générale, l'équation d'Einstein spécifiant que le tenseur énergie-impulsion est la source du champ gravitationnel, ce qui implique que la gravité est attractive pour l'antimatière. D'autres hypothèses avancent qu'il existerait un mécanisme possible de répulsion entre la matière et l'antimatière. Cependant aucune observation astronomique montrant l'existence d'une force gravitationnelle répulsive n'a été réalisée à ce jour.
Ces hypothèses transforment le problème de l'asymétrie baryonique en un problème de séparation entre la matière et l'antimatière lors de la baryogenèse.